# 麻姓
麻姓為漢姓之一，在《百家姓》中排名第135位。

## 源流
楚國封其公族食邑於「大麻」（今安徽碭山），或者「麻」（今湖北麻城）者，其後人以為姓氏。
齊國有公族田麻嬰，後人改為此姓。一說非公族，只是「大夫麻嬰」。
秦國有「麻隧」之蠻夷，後人改為此姓。
其餘有回族、壯族、土族、蒙古族、朝鮮民族等改此漢姓。

## 延伸阅读
[在维基数据编辑]
 《百家姓》
 《欽定古今圖書集成·明倫彙編·氏族典·麻姓部》，出自陈梦雷《古今圖書集成》